# 2000年6月逝世人物列表
2000年逝世人物列表：1月 - 2月 - 3月 - 4月 - 5月 - 6月 - 7月 - 8月 - 9月 - 10月 - 11月 - 12月
2000年6月逝世人物列表，是用於匯總2000年6月期間逝世人物的列表。

## 依日期排序

### 1日
- 奧斯卡·切爾文卡，75歲，奧地利歌劇貝斯手和學術教師。[1]
- 雷蒙德·費拉爾爵士，94歲，澳大利亞商人和作家。
- 埃德加·Z·弗里登伯格，79歲，美國性別研究學者。
- 拉爾夫·鐘斯，79歲，美國鼓手。
- 吉姆·肖特，61歲，美國橄欖球運動員。[2]

### 2日
- 埃利斯·克拉裡，83歲，美國棒球運動員。[3]
- 斯維亞托斯拉夫·費奧多羅夫，72歲，俄羅斯眼科醫生（屈光手術的先驅）和政治家，死於飛機失事。[4]
- 阿道夫·霍夫納，83歲，美國搖擺樂隊領隊和歌手。
- 維爾納·帕尼茨基，89歲，德國空軍上將。
- 米哈伊爾·施韋策，80歲，蘇聯電影導演，死於交通事故。[5]
- Lepo Sumera，50歲，愛沙尼亞作曲家。[6]
- 傑拉爾德·詹姆斯·惠特羅，87歲，英國數學家、宇宙學家和科學史學家。[7]

### 3日
- 倫納德·巴斯金，77歲，美國雕塑家、視覺藝術家和作家。[8]
- Ted Graber，美國室內設計師。[9]
- Jaishankar，61歲，印度演員，死於心臟病發。
- 內維娜·科卡諾娃，61歲，保加利亞電影女演員，死於癌症。[10]
- 默顿·米勒，77歲，美國諾貝爾經濟學獎獲得者。[11]
- 威廉·西蒙，72歲，美國政治和商业人物，曾任美国财政部长，死於呼吸系統疾病。[12]
- 安子介，87歲，香港實業家和立法會議員。[13]

### 4日
- 克拉倫斯·卡特，96歲，美國藝術家。[14]
- 詹姆斯·格洛弗爵士，71歲，英國陸軍上將。[15]
- 加納孝，79歲，日本足球運動員，死於心臟衰竭。
- 理查·艾倫·彼得森，77歲，美國陸軍航空隊飛行王牌。
- 馬克·薩馬拉納亞克，86歲，斯裡蘭卡演員。
- 佐藤博治，75歲，日本乒乓球運動員。
- 奧古斯塔·泰勒，91歲，美國科學家和計算機程式師。[16]
- Paul Zoungrana，82歲，羅馬天主教會布吉納法索紅衣主教。

### 5日
- 卡爾-埃裡克·克羅伊茨，88歲，芬蘭電臺播音員。
- Houshang Golshiri，62歲，伊朗作家和評論家，死於腦膜炎。[17]
- 珍妮·赫施（Jeanne Hersch），89歲，瑞士哲學家。[18]
- Don Liddle，75歲，美國棒球運動員。[19]
- 若昂·諾蓋拉（João Nogueira），58歲，巴西桑巴歌手和作曲家。[20]
- 安娜·比爾吉塔·魯斯（Anna Birgitta Rooth），81歲，瑞典學者。[21]
- 佛朗哥·罗西（Franco Rossi），81歲，義大利電影編劇和導演。[22]
- 尤金·紮克特（Eugene M. Zuckert），88歲，美國空軍部長，肺炎併發心臟病。[23]

### 6日
- 布萊爾·克拉克，82歲，美國記者和政治活動家。[24]
- 弗雷德里克·達爾德，78歲，法國作家。[25]
- 阿尼·詹森，80歲，美國職業籃球運動員。[26]
- 梶山静六，74歲，日本政治家。
- 亞歷山大·埃弗特·卡維拉朗，80歲，印尼自由鬥士和軍事指揮官。
- Håkan Lidman，85歲，瑞典運動員。[27]
- 瑪麗亞·蘿拉·邁內蒂，60歲，義大利天主教姐妹，被刺傷而死。[28]
- 威廉·麦克米伦，71歲，世界級美國運動射擊運動員和奧運冠軍。[29]
- 瓊·泰特，77歲，英文翻譯。[30]
- Feltus Taylor，38歲，美國被定罪的殺人犯，被注射死刑。

### 7日
- 克林特·休斯頓（Clint Houston），53歲，美國爵士低音提琴手。
- 唐·克洛斯特曼（Don Klosterman），70歲，美國橄欖球運動員和高管。[31]
- 詹姆斯·摩尔（James Moore），44歲，美國福音音樂家，結腸癌。
- 柳比沙·萨维奇，41歲，波士尼亞塞族准軍事指揮官和戰後政治家，被謀殺。[32]
- 芭芭拉·喬·沃克（Barbara Jo Walker），74歲，美國模特，1947年美國小姐。

### 8日
- 露西·梅·克蘭威爾，92歲，紐西蘭植物學家。[33]
- Norman A. Erbe，80歲，美國政治家，1961年至1963年任愛荷華州州長。
- Georges Fages，66歲，法國橄欖球運動員和教練。[34]
- 傑克·高德，42歲，印度演員，心臟病發作。
- 唐納德·卡利什，80歲，美國邏輯學家和反戰活動家。[35]
- 傑克·克羅爾，74歲，美國記者和影評人。[36]
- 傑夫·麥克內利，52歲，美國社論漫畫家，漫畫《鞋》的創作者，死於淋巴瘤。[37]
- 拉裡·努伯，51歲，美國賽車播音員。
- 小克米特·羅斯福，84歲，美國情報官員。[38]
- 斯蒂芬·桑德斯，52歲，英國陸軍軍官，被射殺。
- 图利奥，87歲，芬蘭電影導演和演員。[39]

### 9日
- 约翰·阿布拉莫维奇，81歲，克羅埃西亞裔美國職業籃球運動員。[40]
- 約翰·巴爾科姆，74歲，英國法學家，上訴大法官。[41]
- 謝伊·布倫南，63歲，愛爾蘭足球運動員。[42]
- 恩斯特·揚德爾，74歲，奧地利作家。[43]
- 雅各布·勞倫斯，82歲，美國畫家和教育家。[44]
- 穆罕默德·努爾，75歲，印度足球運動員。[45]
- Amédée Rolland，86歲，法國自行車賽車手。[46]
- 喬治·西格爾，75歲，美國畫家和雕塑家。[47]
- 阿爾弗雷德·魏登曼，84歲，德國電影導演、編劇和兒童作家。[48]

### 10日
- 哈菲兹·阿萨德（Hafez al-Assad），69歲，敘利亞總統，心臟病發作。[49][50]
- 羅穆洛·阿蘭特斯，42歲，巴西游泳運動員和演員，死於飛機失事。[51]
- 特裡·福雷斯特爾，52歲，英國演員，特技演員和定點跳傘運動員，死於定點跳傘事故。[52]
- 傑克·霍賓，72歲，澳大利亞自行車運動員和奧運選手。[53]
- 弗蘭克·派特森，61歲，愛爾蘭男高音。[54]
- 布萊恩·斯坦森，69歲，英國職業板球運動員，死於白血病。[55]
- J·沃森·韋伯，84歲，美國電影剪輯師。[56]

### 11日
- 蜜雪兒·貝斯尼爾（Michel Besnier），71歲，法國繼承人和商人。
- 亨利·大衛斯（Henry Davis），57歲，美國橄欖球運動員。[57]
- 盧·加洛（Lew Gallo），71歲，美國演員和電視製片人（《十二點鐘》、《暮光之城》）。[58]
- 卡爾-海因茨·霍爾茨（Karl-Heinz Holze），69歲，德國足球運動員。[59]
- 伊莉莎白·勞倫斯（Elizabeth Lawrence），77歲，美國女演員，癌症。
- Rajesh Pilot，55歲，印度空軍軍官和政治家，死於交通事故。[60]
- 露絲·魯賓，93歲，加拿大裔美國意第緒語民俗學家和歌手。[61]
- 厄爾·辛霍斯特，49歲，美國民權活動家，死於交通事故。[62]
- 克勞斯·韋斯特曼，90歲，德國神學家。[63]

### 12日
- 云布龙，62歲，中國政治家，內蒙古主席，死於火車相撞事故。[64]
- 魯阿琳·卡明-布魯斯，88歲，英國法學家。[65]
- 埃德溫·R·切斯，87歲，美國少將，美國空軍牧師長。[66]
- Purushottam Laxman Deshpande，80歲，印度作家、演員和幽默家。
- 布魯諾·馬蒂諾，74歲，義大利作曲家、歌手和鋼琴家。[67]
- 戴夫·拉塞爾，86歲，蘇格蘭足球運動員和經理。

### 13日
- 古斯塔沃·阿爾貝拉，74歲，阿根廷足球運動員。
- 莫娜·布倫斯，100歲，美國女演員。[68]
- 羅伯特·迪恩斯特（Robert Dienst），72歲，奧地利足球運動員。[69]
- 葉菲姆·甘伯格（Yefim Gamburg），75歲，蘇聯和俄羅斯動畫導演。
- 露絲·哈裡森，79歲，英國動物福利活動家和作家。
- 米切爾·奧倫斯基，80歲，美式橄欖球運動員和教練。[70]
- 喬克·肖，87歲，蘇格蘭足球運動員。
- 杜安·湯瑪斯，39歲，美國次中量級拳擊手，被謀殺。
- Bobby Tiefenauer，70歲，美國棒球運動員。[71]

### 14日
- 阿蒂利奧·貝托魯奇（Attilio Bertolucci），88歲，義大利詩人和作家。[72]
- Kurt Böwe，71歲，德國演員。[73]
- 弗雷德里克·卡西迪（Frederic G. Cassidy），92歲，牙買加裔美國語言學家和詞典編纂者。[74]
- 保羅·格里芬，62歲，美國音樂家。[75]
- 羅伯特·特倫特·鐘斯，93歲，英美高爾夫球場設計師。[76]
- Gianmatteo Matteotti，79歲，義大利政治家。
- 彼得·麥克威廉姆斯，50歲，美國作家，死於愛滋病相關併發症。[77]
- 哈裡·梅爾維爾，92歲，英國化學家和學者。[78]
- Elsie Widdowson，93歲，英國化學家、營養師和營養學家。[79]
- 格雷格·威爾頓，44歲，澳大利亞政治家，自殺身亡。

### 15日
- 海因里希·費希特瑙（Heinrich Fichtenau），87歲，奧地利中世紀學者。[80]
- 內維爾·福特（Neville Ford），93歲，英國板球運動員。[81]
- 格裡戈里·戈林（Grigori Gorin），60歲，蘇聯和俄羅斯劇作家和作家，心臟病發作。[82]
- 格蘭特·麥克尤恩（Grant MacEwan），97歲，加拿大農民和政治家。[83]
- 朱爾斯·羅伊（Jules Roy），92歲，阿爾及利亞出生的法國作家。[84]
- 米娜·烏爾甘（Mina Urgan），84歲，土耳其學者、作家和政治家。

### 16日
- Elvin A. Kabat，85歲，美國微生物學家。[85]
- 香淳皇后，97歲，昭和天皇的日本配偶。[86][87]
- 諾斯拉特·拉赫馬尼（Nosrat Rahmani），72歲，伊朗詩人和作家。
- 迈克·西利曼（Mike Silliman），56歲，美國籃球運動員，心臟病發作。[88]
- 江渭清，89歲，中國政治家。

### 17日
- 喬·阿爾巴尼斯，66歲，美國棒球運動員。[89]
- Bill Dodgin，Jr.，68歲，英格蘭足球運動員和經理，死於阿爾茨海默病。
- Juozas Jagelavičius，61歲，立陶宛賽艇運動員和奧運獎牌得主。[90]
- 傑克·林德沃爾（Jack Lindwall），81歲，澳大利亞橄欖球運動員。
- 伊斯梅爾·馬霍梅德，68歲，南非律師（南非首席大法官），胰腺癌。[91]
- 亞歷克斯·莫爾（Alex Moir），80歲，紐西蘭板球運動員。[92]
- André Vacheresse，72歲，法國籃球運動員和教練。[93]
- 克萊夫·韋斯特萊克（Clive Westlake），67歲，英國詞曲作者。

### 18日
- 埃克雷姆·阿利坎，土耳其政治家，副總理。
- 簡·鮑爾斯，79歲，美國民謠歌手和詞曲作者。[94]
- 南希·瑪律尚，71歲，美國女演員，死於肺癌。[95]
- 鮑里斯·瓦西里耶夫，63歲，俄羅斯自行車運動員和奧運選手。[96]

### 19日
- 瑪麗·本森，80歲，南非民權活動家。[97]
- 羅恩·凱西，72歲，澳大利亞體育評論員和廣播電視先驅。
- 安東·戈爾切夫，60歲，保加利亞演員。[98]
- 克利斯蒂安·赫爾佐格，63歲，德國前總統羅曼·赫爾佐格的妻子，死於癌症。[99]
- 飯田德治，76歲，日本棒球運動員。
- 威廉·帕帕斯，72歲，南非出生的英國政治漫畫家和漫畫家。[100]
- Harry Riccobene，90歲，美國黑幫（費城犯罪家族）。
- 竹下登，76歲，日本政治家，日本第74任首相（1987-1989），中風。[101][102][103]

### 20日
- 巴桑塔·喬杜里（Basanta Choudhury），72歲，印度演員。
- 艾倫·巴西爾·德·拉斯蒂奇（Alan Basil de Lastic），70歲，緬甸羅馬天主教大主教，車禍。
- 羅恩·蘭姆（Ron Lamb），56歲，美式足球運動員。[104]
- Chanchal Kumar Majumdar，61歲，印度物理學家。
- 卡爾·米克爾（Karl Mickel），64歲，德國作家。[105]
- 卡洛塔·奧尼爾（Carlota O'Neill），95歲，西班牙女權主義作家和記者。[106]

### 21日
- 揚·亞歷山德雷斯庫，71歲，羅馬尼亞足球運動員和高管。[107]
- 克勞德·比塞爾（Claude Bissell），84歲，加拿大作家和教育家。[108]
- 羅尼·庫圖爾（Ronny Coutteure），48歲，比利時演員、導演、作家、電視節目主持人和餐館老闆，上吊自殺。[109]
- Ezequiel Ataucusi Gamonal，82歲，秘魯政治家，自稱先知，死於腎衰竭。
- Alan Hovhaness，89歲，美國作曲家。[110]
- C·斯坦利·奧格威，87歲，美國數學家、水手和作家。
- 湯瑪斯·哈裡森·普羅文扎諾，51歲，美國被定罪的殺人犯，被注射死刑。
- Günther Sabetzki，85歲，德國冰球運動員和高管。
- 比利·斯佩林，78歲，英格蘭足球運動員和教練。
- 巴德·斯圖爾特，84歲，美國棒球運動員。[111]

### 22日
- Kedarnath Agarwal，89歲，印度詩人和作家。[112]
- 蜜雪兒·德羅伊特，77歲，法國小說家和記者。[113]
- Svein Finnerud，54歲，挪威爵士鋼琴家、畫家和平面藝術家。
- 沙卡·桑科法，36歲，美國死刑犯，被注射死刑。
- 瀧澤修，93歲，日本演員，肺炎。[114]
- Harry Usher，61歲，美國律師，死於心臟病發。[115]

### 23日
- 肖卡特·阿克巴，63歲，孟加拉國電影演員。
- 耿飚，90歲，中國政治家。
- 菲力浦·查特里爾，72歲，法國網球運動員和高管。[116]
- Enrico Cuccia，92歲，義大利銀行家。[117]
- 彼得·杜博夫斯基，28歲，斯洛伐克足球運動員，從懸崖上墜落。
- 埃德·休斯（Ed Hughes），72歲，美式橄欖球運動員和教練。[118]
- 耶胡達·卡爾門·馬婁，68歲，德裔美國拉比。
- Keith Reemtsma，74歲，美國移植外科醫生，肝癌。[119]
- 傑羅姆·理查森，79歲，美國爵士音樂家，心力衰竭。[120]
- 吉姆·羅珀，83歲，美國納斯卡賽車手，死於癌症引起的心臟和肝臟衰竭。[121]
- 鮑勃·蒂爾曼，63歲，美國棒球運動員。[122]

### 24日
- 維拉·阿特金斯，92歲，羅馬尼亞裔英國情報官員，二戰期間的國有企業特工。[123]
- 漢娜·巴塔圖，74歲，巴勒斯坦馬克思主義歷史學家。[124]
- 羅德里戈·布埃諾，27歲，阿根廷歌手，死於車禍。
- 文蒂拉·科西尼，86歲，羅馬尼亞足球中場。[125]
- 伊諾克·多戈萊亞，48歲，賴比瑞亞政治家，賴比瑞亞副總統（1997-2000），患病離逝（有爭議）。[126]
- 鄧肯·凱爾，70歲，英國小說家。
- 查理斯·安德魯·麥克吉利瓦里，83歲，美國榮譽勳章獲得者。
- 薩迪克·海珊·庫雷希，72歲，巴基斯坦政治家。
- 羅伯特·里德爾，80歲，美國媒體商人和慈善家。
- 邁克·托多羅維奇，77歲，美國籃球運動員和教練。[127]
- 大衛·湯姆林森，83歲，英國演員，死於中風。[128]
- 林東陞，81歲，臺灣電影編劇、監製。

### 25日
- 芭芭拉·克利斯蒂安，56歲，美國作家，非裔美國人研究教授，死於肺癌。[129]
- 威爾遜·西蒙納爾，62歲，巴西歌手，死於肝硬化。[130]
- Pascal Themanlys，90歲，法裔以色列詩人，猶太復國主義者和卡巴拉主義者。
- 奧斯丁·伯納德·沃恩，72歲，美國天主教會主教，死於心臟病發作后出現併發症。[131]
- 裘蒂思·賴特，85歲，澳大利亞詩人、環保主義者和原住民權利活動家。[132]

### 26日
- 肯·貝爾，85歲，加拿大戰地攝影師。[133]
- 皮爾·卡爾皮，60歲，義大利散文家、小說家、電影導演和編劇。[134]
- 斯蒂格·恩斯特倫（Stig Engström），66歲，瑞典平面設計師，疑似殺害奧洛夫·帕爾梅（Olof Palme）的兇手，自殺。
- Lucien Laurin，88歲，法裔加拿大騎師和馴馬師。[135]
- 科尔内留·曼内斯库，84歲，羅馬尼亞外交官。[136]
- 阿恩·湯瑪斯·奧爾森，90歲，挪威演員、舞臺製作人和戲劇導演。
- 洛根·拉姆齊（Logan Ramsey），79歲，美國角色演員，心臟病發作。[137]
- 阿夫拉罕·約瑟夫·夏皮拉，79歲，以色列政治家和商人。[138]

### 27日
- 拉裡·凱利，85歲，美式橄欖球運動員，自殺身亡。[139]
- 大衛·尼爾，68歲，英國演員。
- 格哈德·菲佛，77歲，德國國際象棋大師。
- 皮埃爾·普夫林林，93歲，法國政治家。[140]
- 哈裡·普羅威爾，63歲，圭亞那長跑運動員和奧運選手。[141]
- 克里希納·里布德，73歲，印度歷史學家和藝術收藏家。[142]
- 托賓·羅特，72歲，美式橄欖球運動員，死於心臟病發。[143]

### 28日
- 伯德伍德男爵夫人簡·伯德伍德，87歲，英國政治家。[144]
- 約翰·特倫斯·科波克，79歲，英國地理學家。[145]
- 威廉·格洛克，92歲，英國藝術管理員和音樂評論家。[146]
- 迪克·詹姆斯，66歲，美式橄欖球運動員，前列腺癌。[147]
- 尼爾斯·波普（Nils Poppe），92歲，瑞典演員，喜劇演員，導演，編劇和劇院經理，中風。[148]
- 邁克爾·里珀（Michael Ripper），87歲，英國演員。[149]
- 安東·塔馬魯特（Anton Tamarut），67歲，克羅埃西亞羅馬天主教主教。[150]
- 約瑟夫·蒂施納（Józef Tischner），69歲，波蘭牧師和哲學家，喉癌。[151]
- Arnie Weinmeister，77歲，美式橄欖球運動員（紐約巨人隊），職業橄欖球名人堂成員。[152]

### 29日
- 約翰·阿比內里，72歲，英國演員。[153]
- 約翰·阿斯皮納爾，74歲，英國動物園老闆，死於癌症。[154]
- 羅伊·加農，87歲，美國橄欖球運動員。[155]
- 維托里奧·加斯曼，77歲，義大利演員，死於心臟病發。[156]
- 利奧·馬泰洛，69歲，美國巫師，同性戀權利活動家和作家，死於癌症。
- Germaine Montero，90歲，法國歌手和女演員。[157]
- 羅德尼·努基，71歲，英國賽車手。

### 30日
- W. David Kingery，73歲，美國材料科學家，死於心臟病發。[158]
- Robert L. Manahan，43歲，美國演員和配音演員，死於動脈瘤。
- 佛蘭克林·D·米勒，55歲，越南戰爭期間美國特種部隊參謀中士，死於癌症。[159]
- Vahé Oshagan，77歲，亞美尼亞詩人、作家、文學評論家。[160]
- 米卡萊·亞羅門卡，74歲，蘇聯和白俄羅斯演員。